# Марковы (деревня)
 Марковы  — деревня в Кирово-Чепецком районе Кировской области в составе Бурмакинского сельского поселения.

## География
Расположена на расстоянии менее 2 км на северо-восток от деревни Дресвяново.

## История
Известна с 1662 года как починок Гришки Колосунина с 2 дворами,  в 1764 53 жителя, в 1802 (деревня Григорья Колосунина) 13 дворов. В 1873 в деревне Григория Колосунина (Марковшина) дворов 10 и жителей 77, в 1905 16 и 104, в 1926 (деревня Марковы) 20 и 95, в 1950 19 и 89, в 1989 уже не оставалось постоянных жителей. Ныне имеет дачный характер.

## Население
Постоянное население не было учтено как в 2002 году, так и в 2010.